# Punk Rock is Your Friend: Sampler 5
Punk Rock is Your Friend: Sampler 5 is het vijfde compilatiealbum van het Amerikaanse punklabel Kung Fu Records. Het album werd uitgegeven op 13 juli 2004 en bevat nummers van bands die toentertijd bij het label speelden en van bands slechts hadden meegewerkt aan voorgaande compilatiealbums. Het album bevat ook videomateriaal, waaronder videoclips.

## Nummers
1. "Merchandise"
2. "It's Kinda Like a Bodybag" Underminded
3. "Band meeting"
4. "Watch it Fall" - The God Awfuls
5. "The Heart of a Traitor" - Underminded
6. "Jesus is Alive and Well (And Living in Mexico)" - Audio Karate
7. "Ska took a dump"
8. "How They Getcha'" - The Vandals
9. "Pointless Emotion" - Antifreeze
10. "Guitar and Drum" - Stiff Little Fingers
11. "Per diem"
12. "Creatures" (live) - The Adolescents
13. "Pink Stars and Magazines" - Useless ID
14. "Roundabout" - Tsunami Bomb
15. "Bofunk"
16. "Power Animal" - The God Awfuls
17. "Lord of the Dance" - The Vandals
18. "LTJ gave us a compliment"
19. "Claustrophobia" (live) - Pistol Grip
20. "Kiss Me, Kill Me" - Useless ID
21. "Utsukushii Shibuya" - Ozma
22. "Enthusiasm director"
23. "Chain Me Free" (live) - The Matches
24. "This Ain't No Way to Live" - No Use for a Name
25. "Dawn on a Funeral Day" - Tsunami Bomb
26. "No talent"
27. "1, 2, 3...Slam!" (live) - Guttermouth
28. "Ms. Foreign Friendly" - Audio Karate
29. "TBC"